# أيزناخ
أيزناخ (بالألمانية: Eisenach) تقع المدينة في غرب ولاية تورينغن الألمانية و تعتبر المدينة هي إحدى المدن لوثرية نظراً لمكوث مارتن لوثر فيها من سنة 1498م حتى سنة 1501م .

## المعالم
تشتهر مدينة أيسناخ بوجود القلعة التاريخة فارتبورغ و تعتبر القلعة منذ 1999م موقع تراث عالمي

## توأمة
لأيسناخ اتفاقيات توأمة مع كل من:
- ماربورغ
- سيدا
- ويفرلي
- Skanderborg [الإنجليزية]‏
- موجيلوف

## أعلام
- سابين بيرغمان بول
- شارلوته فون شتاين
- يوهان باش
- يوهان سباستيان باخ
- يوهان باش
- يوهان إرنست، دوق ساكس أيزناخ
- إرنست كارل آبي
- ووستر ريد وارنر
- فريتز رويتر
- يوهان جاكوب باش
- فردريش غوتليب ديتريش